# Ondas internas

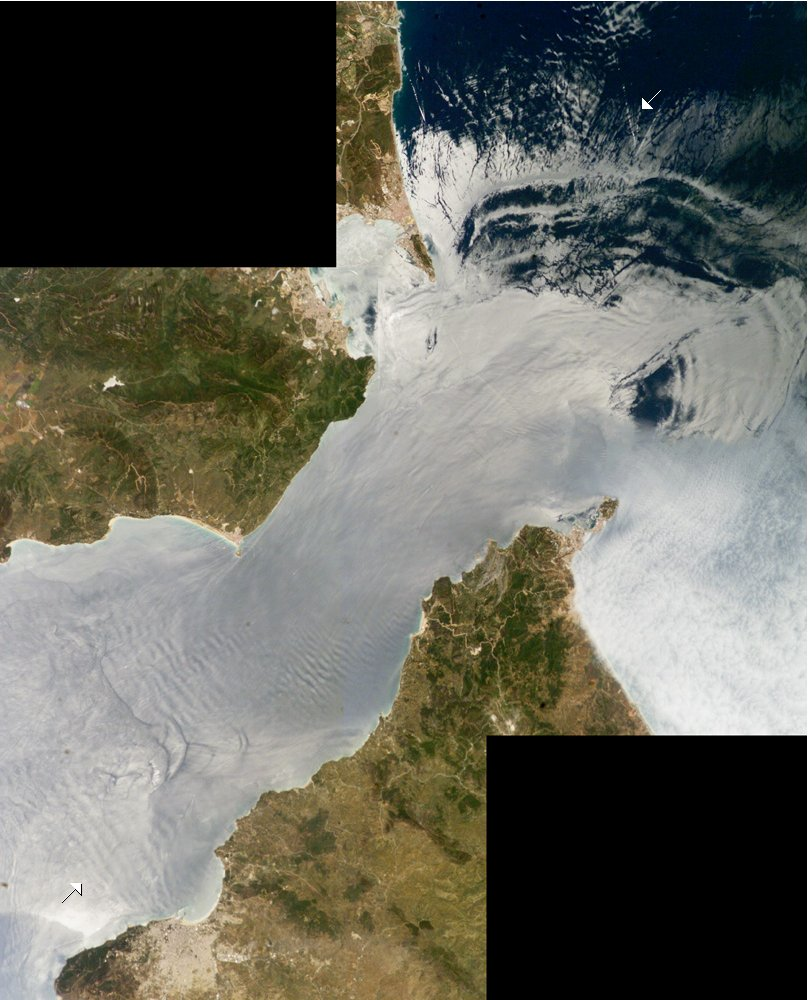
Ondas internas (marcados com setas), causada pelo fluxo das marés, através do Estreito de Gibraltar e tornando visível pela rugosidade da superfície do mar realce a retrodifusão da luz solar

As ondas internas são ondas de gravidade que oscilam dentro de um meio fluido, ao invés de sua superfície. Para existir, o fluido deve ser estratificado: a densidade deve diminuir de forma contínua ou descontínua com profundidade/altura devido a mudanças, por exemplo, em temperatura e/ou salinidade. Se a densidade muda em uma pequena distância vertical (como no caso da termoclina em lagos e oceanos ou em uma inversão atmosférica), as ondas se propagam horizontalmente como ondas superficiais, mas as velocidades mais lentas, conforme determinado pela diferença de densidade do fluido abaixo e acima da interface. Se a densidade muda continuamente, as ondas podem se propagar verticalmente e horizontalmente através do fluido.
As ondas internas, também chamadas de ondas de gravidade internas, passam por muitos outros nomes, dependendo da estratificação de fluidos, mecanismo de geração, amplitude e influência de forças externas. Se se propagar horizontalmente ao longo de uma interface onde a densidade diminui rapidamente com a altura, elas são especificamente chamadas de ondas interfaciais (internas). Se as ondas interfaciais são de grande amplitude, elas são chamadas de ondas solitárias internas ou solitões internos. Se se mover verticalmente através da atmosfera, onde mudanças substanciais na densidade do ar influenciam sua dinâmica, elas são chamadas ondas anelásticas (internas). Se gerado pelo fluxo sobre a topografia, eles são chamados de Onda Lee ou ondas de montanha. Se as ondas da montanha se rompem, podem resultar em fortes ventos quentes no solo conhecidos como ventos de Chinook (na América do Norte) ou em Vento Fönh (na Europa). Se gerados no oceano pelo fluxo de maré sobre os rios submarinos ou a plataforma continental, eles são chamados de marés internas. Se evoluírem lentamente em comparação com a frequência rotacional da Terra, de modo que sua dinâmica seja influenciada pelo efeito Coriolis, eles são chamados de Ondas de Gravidade ou, simplesmente, de ondas inerciais. As ondas internas geralmente se distinguem das ondas de Rossby, que são influenciadas pela mudança da frequência de Coriolis com a latitude.

## Visualização de ondas internas
Uma onda interna pode ser facilmente observada na cozinha, inclinando lentamente para frente e para trás uma garrafa de molho de salada - as ondas existem na interface entre o óleo e o vinagre.
As ondas internas atmosféricas podem ser visualizadas por nuvens de onda: nas crestas das ondas, o ar aumenta e esfria na pressão relativamente mais baixa, o que pode resultar em condensação de vapor de água se a umidade relativa for próxima de 100%. As nuvens que revelam as ondas internas lançadas pelo fluxo sobre as colinas são chamadas de nuvens lenticulares devido à aparência dessas lentes. Menos dramaticamente, um trem de ondas internas pode ser visualizado por padrões ondulados da nuvem descritos como céu de Herringbone ou céu de Mackerel. A saída de ar frio de uma tempestade pode lançar ondas solitárias internas de grande amplitude em uma inversão atmosférica. No norte da Austrália, estes resultam em nuvens Morning Glory, usadas por alguns aturdidos para deslizarem como um surfista que anda em uma onda oceânica. Satélites sobre a Austrália e outros lugares revelam que essas ondas podem abranger muitas centenas de quilômetros.
As ondulações da termoclina oceânica podem ser visualizadas por satélite porque as ondas aumentam a rugosidade da superfície onde o fluxo horizontal converge, e isso aumenta a dispersão da luz solar (como na imagem no topo desta página mostrando ondas geradas pelo fluxo de maré através da Estreito de Gibraltar).

## Flutuabilidade, gravidade reduzida e frequência de flutuabilidade
De acordo com o princípio de Arquimedes, o peso de um objeto imerso é reduzido pelo peso do líquido que ele desloca. Isto é válido para uma parcela fluida de densidade {\displaystyle \rho } cercado por um fluido ambiente de densidade {\displaystyle \rho _{0}}. O seu peso por unidade de volume é {\displaystyle g(\rho -\rho _{0})}, em que {\displaystyle g} é a aceleração da gravidade. Dividindo-se por uma densidade característica, {\displaystyle \rho _{0}}, dá a definição da gravidade reduzida:
{\displaystyle g^{\prime }\equiv g{\frac {\rho -\rho _{0}}{\rho _{00}}}}
Se {\displaystyle \rho >\rho _{0}}, {\displaystyle g^{\prime }} é positivo, embora, em geral, é muito menor do que {\displaystyle g}. Porque a água é muito mais densa do que o ar, o deslocamento da água pelo ar de uma onda de gravidade superficial sente quase a força total da gravidade ({\displaystyle g^{\prime }\sim g}). O deslocamento da termoclina de um lago, que separa a superfície mais quente das águas profundas mais frias, sente a força de flutuação expressa através da gravidade reduzida. Por exemplo, a diferença de densidade entre a água de gelo e água em temperatura ambiente é de 0.002 a densidade da característica da água. Assim, a gravidade reduzida é de 0,2% que a da gravidade. É por esta razão que as ondas internas movem em câmera lenta em relação à ondas de superfície.
Considerando que a gravidade reduzida é a variável chave que descreve a flutuabilidade das ondas internas interfaciais, uma quantidade diferente é usada para descrever a flutuabilidade em um fluido continuamente estratificado cuja densidade varia com a altura como{\displaystyle \rho _{0}(z)}. Suponha que uma coluna de água está em equilíbrio hidrostático e uma pequena parcela de fluido com densidade {\displaystyle \rho _{0}(z_{0})} é deslocada verticalmente por uma pequena distância de {\displaystyle \Delta z}. O dinamismo da restauração de força resulta em uma aceleração vertical, dada por
{\displaystyle {\frac {d^{2}\Delta z}{dt^{2}}}=-g^{\prime }=-g(\rho _{0}(z_{0})-\rho _{0}(z_{0}+\Delta z))/\rho _{0}(z_{0})\simeq -g\left(-{\frac {d\rho _{0}}{dz}}\Delta z\right)/\rho _{0}(z_{0})}
Esta é a equação da primavera cuja solução prevê deslocamento vertical oscilatório sobre {\displaystyle z_{0}} no tempo com frequência dada pela frequência de flutuabilidade:
{\displaystyle N=\left(-{\frac {g}{\rho _{0}}}{\frac {d\rho _{0}}{dz}}\right)^{1/2}.}
O argumento acima pode ser generalizado para prever a frequência, {\displaystyle \omega }, de um pacote fluido que oscila ao longo de uma linha em um ângulo {\displaystyle \Theta } vertical:
{\displaystyle \omega =N\cos \Theta }.
Esta é uma maneira de escrever a relação de dispersão para ondas internas cujas linhas de fase constante se encontram em um ângulo {\displaystyle \Theta } para o vertical. Particularmente, isto mostra que a flutuação de frequência é um limite superior permitido interno frequências da onda.

## Modelagem matemática de ondas internas
A teoria de ondas internas difere na descrição de interfacial ondas na vertical e na propagação de ondas internas. Estes são tratados separadamente abaixo.

### Ondas interfaciais
No caso mais simples, considera-se um fluido de duas camadas no qual uma laje de fluido com densidade uniforme {\displaystyle \rho _{1}}supera uma laje de fluido com densidade uniforme {\displaystyle \rho _{2}}. Arbitrariamente, a interface entre as duas camadas é levado para ser situado na {\displaystyle z=0.} O fluido nas camadas superiores e inferiores são considerados irrotacional. Assim, a velocidade em cada camada é dada pelo gradiente de um potencial de velocidade, {\displaystyle {{\vec {u}}=\nabla \phi ,}} e o potencial em si satisfaz equação de Laplace:
{\displaystyle \nabla ^{2}\phi =0.}
Supondo que o domínio é ilimitada e bidimensional (no plano {\displaystyle x-z} ), e supondo que a onda é periódica em {\displaystyle x} com o número de onda {\displaystyle k>0,} as equações em cada camada reduz a uma segunda ordem equação diferencial ordinária em {\displaystyle z}. Insistindo em soluções delimitadas, o potencial de velocidade em cada camada é
{\displaystyle \phi _{1}(x,z,t)=Ae^{-kz}\cos(kx-\omega t)}
e
{\displaystyle \phi _{2}(x,z,t)=Ae^{kz}\cos(kx-\omega t),}
com {\displaystyle A} a amplitude da onda e {\displaystyle \omega } a sua frequência angular. No desenvolvimento dessa estrutura, correspondentes condições têm sido utilizados na interface necessita de continuidade de massa e de pressão. Estas condições também dar a dispersão relação:
{\displaystyle \omega ^{2}=g^{\prime }k}
em que a gravidade reduzida {\displaystyle g^{\prime }} é baseado na diferença de densidade entre as camadas superiores e inferiores:
{\displaystyle g^{\prime }={\frac {\rho _{2}-\rho _{1}}{\rho _{2}+\rho _{1}}}\,g,}
com {\displaystyle g} a gravidade da Terra. Observe que a relação de dispersão é a mesma que para a profundidade de água, ondas de superfície por definição {\displaystyle g^{\prime }=g.}

### Ondas internas em fluido uniformemente estratificado
A estrutura e a relação de dispersão das ondas internas em um fluido uniformemente estratificado são encontradas através da solução da conservação linearizada das equações de massa, momentum e energia interna assumindo que o fluido é incompressível e a densidade do fundo varia em uma pequena quantidade (a aproximação de Boussinesq) . Supondo que as ondas são bidimensionais no plano x-z, as respectivas equações são
{\displaystyle \partial _{x}u+\partial _{z}w=0}
{\displaystyle \rho _{00}\partial _{t}u=-\partial _{x}p}
{\displaystyle \rho _{00}\partial _{t}w=-\partial _{z}p-\rho g}
{\displaystyle \partial _{t}\rho =-wd\rho _{0}/dz}
em que {\displaystyle \rho } é a perturbação densidade, {\displaystyle p} é a pressão, e {\displaystyle (u,w)} é a velocidade. O ambiente densidade muda linearmente com a altura, como dado por {\displaystyle \rho _{0}(z)} e {\displaystyle \rho _{00}}uma constante, é a característica do ambiente densidade.
Resolvendo as quatro equações em quatro incógnitas para uma onda da forma {\displaystyle \exp[i(kx+mz-\omega t)]} dá a dispersão em relação
{\displaystyle \omega ^{2}=N^{2}{\frac {k^{2}}{k^{2}+m^{2}}}=N^{2}\cos ^{2}\Theta }
em que {\displaystyle N} é a flutuação de frequência e {\displaystyle \Theta =\tan ^{-1}(m/k)} é o ângulo do vetor número de onda para o horizontal, que é também o ângulo formado pelas linhas de constante de fase para a vertical.
A velocidade de fase e velocidade de grupo encontrado a partir da dispersão relação prever o incomum propriedade que eles são perpendiculares e que os componentes verticais da fase de grupo e velocidades de ter sinal oposto: se um wavepacket se move para cima, para a direita, as cristas se movem para baixo, para a direita.

## Ondas internas no oceano

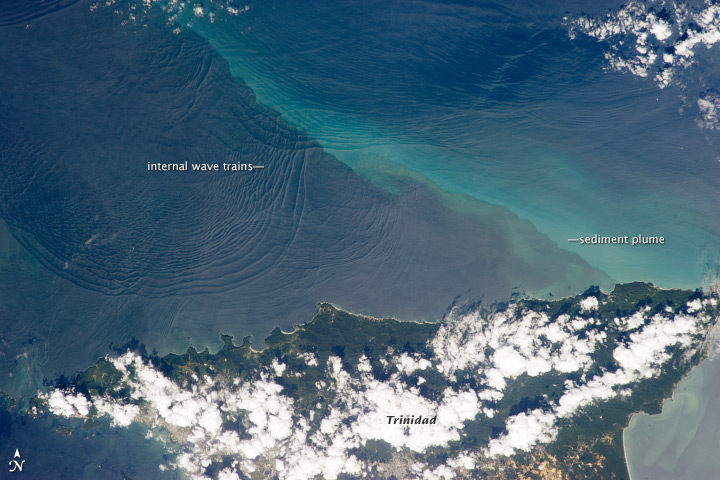
Ondas internas em torno da ilha de Trindade e Tobago, visto do espaço

A maioria das pessoas pensa em ondas como um fenômeno superficial, que atua entre a água (como em lagos ou oceanos) e o ar. Quando a água de baixa densidade se sobrepõe a água de alta densidade no oceano, as ondas internas se propagam ao longo do limite. Eles são especialmente comuns nas regiões da plataforma continental dos oceanos mundiais e onde a água salobre sobrepõe a água salgada na saída dos grandes rios. Normalmente, há pouca expressão superficial das ondas, além de bandas lisas que podem se formar sobre a calha das ondas.
As ondas internas são a origem de um curioso fenômeno chamado de água morta, relatada pela primeira vez em 1893 pelo norueguês oceanógrafo Fridtjof Nansen, em que um barco pode enfrentar forte resistência ao movimento para a frente, aparentemente, em condições calmas. Isso ocorre quando o navio está navegando em uma camada relativamente água doce, cuja profundidade é comparável a um rascunho do navio. Isso faz com que uma sequência de ondas internas que dissipa uma quantidade enorme de energia.

## Propriedades de ondas internas
As ondas internas tipicamente têm freqüências muito baixas e amplitudes maiores do que as ondas de gravidade superficial porque as diferenças de densidade (e, portanto, as forças de restauração) dentro de um fluido são geralmente muito menores. Os comprimentos de onda variam de centímetros a quilômetros com períodos de segundos a horas, respectivamente.
A atmosfera e o oceano estão continuamente estratificada: densidade potencial geralmente aumenta de forma constante para baixo. As ondas internas continuamente estratificada médio pode propagar-se na vertical, como na horizontal. A relação de dispersão para tais ondas é curioso: Para um livre de propagação de onda interna de pacotes, a direção de propagação de energia (velocidade de grupo) é perpendicular à direção de propagação da onda de cristas e calhas (velocidade de fase). Uma onda interna também pode ficar confinada a uma região finita de altitude ou profundidade, como resultado de diferentes graus de estratificação ou de vento. Aqui, diz-se que a onda é conduzida ou presa, e uma onda verticalmente estável, onde o componente vertical da velocidade do grupo se aproxima de zero. Uma onda interna de dutos modo pode propagar horizontalmente, com grupo paralelo e os vetores da velocidade de fase , análoga à de propagação dentro de uma guia de ondas.
Em grande escala, as ondas internas são influenciadas tanto pelo movimento de rotação da Terra, bem como pela estratificação do meio. As freqüências destes geofísicos onda de movimentos variar entre um limite inferior da frequência de Coriolis (movimentos inerciais) até a frequência Brunt–Väisälä , ou de flutuação de frequência (oscilações de empuxo). Acima da frequência de Brunt–Väisälä, pode ser evanescente interno onda de movimentos, por exemplo, os resultantes de parcial reflexão. As ondas internas na frequência tidal são produzidos pelo fluxo das marés mais de topografia/batimetria, e são conhecidos como marés internas. Da mesma forma, marés atmosféricas surgir, por exemplo, a não-uniforme de aquecimento solar associada com o movimento diurno.

## Transporte terrestre de larvas planctônicas
O transporte entre prateleiras, o intercâmbio de água entre ambientes costeiros e offshore é de particular interesse por seu papel na entrega de larvas meroplanctônicas para muitas vezes disparar as populações adultas de conjuntos larvais offshore compartilhados. Vários mecanismos foram propostos para a prateleira cruzada de larvas planctônicas por ondas internas. A prevalência de cada tipo de evento depende de uma variedade de fatores, incluindo topografia do fundo, estratificação do corpo de água e influências das marés.

### Orifícios de maré internos
Da mesma forma para as ondas de superfície, as ondas internas se alteram à medida que se aproximam da costa. Como a relação entre a amplitude da onda a profundidade da água torna-se de tal forma que a onda "sente o fundo," água na base da onda diminui devido ao atrito com o fundo do mar. Isso faz com que a onda se torne assimétrica e a face da onda a escarpada e, finalmente, a onda quebrará, se propagando para a frente como um furo interno. As ondas internas muitas vezes são formados como marés passar sobre uma plataforma quebrada. A maior destas ondas são geradas durante marés e aqueles de magnitude suficiente quebra e o progresso de toda a prateleira como furos. Estes furos são evidenciado pelo rápido, passo-como alterações na temperatura e salinidade com a profundidade, o início abrupto de ascendente fluxos perto do fundo e pacotes de alta freqüência de ondas internas seguintes frentes de furos.
A chegada de águas frescas, anteriormente profundas associadas a furos internos em águas quentes e superficiais, corresponde a aumentos drásticos nas concentrações de fitoplâncton e zooplâncton e mudanças na abundância de espécies de plântulas. Além disso, embora tanto águas de superfície e em profundidade tendem a ter relativamente baixa produtividade primária, são frequentemente associados com uma clorofila máxima camada. Estas camadas por sua vez, atraem grandes agregações de móveis zooplâncton que interna de furos, posteriormente, empurrar costeira. Muitos táxons pode ser quase ausente em águas quentes superficiais, ainda abundantes nestes interna de furos.

### Superfície lisa
Enquanto as ondas internas de maiores magnitudes serão frequentemente quebradas depois de atravessar o intervalo da prateleira, os trens menores passarão pela prateleira ininterrupta. Em baixas velocidades de vento essas ondas internas são evidenciado pela formação de grande superfície lisa, orientada paralelamente à topografia do fundo, que o progresso shoreward com as ondas internas. Águas acima de uma onda interna convergem e afundar na depressão e ressurgir e divergem sobre o seu escudo. As zonas de convergência associado a onda interna calhas, muitas vezes, acumulam óleos e flotsam que, ocasionalmente, o progresso shoreward com os slicks. Essas balsas de flotsam também podem abrigar altas concentrações de larvas de invertebrados e pescar uma ordem de grandeza maior que as águas circundantes.

### Downwellings previsíveis
Os Termoclinas são frequentemente associados com clorofila máximo de camadas. as ondas Internas representam oscilações desses Termoclinas e, portanto, têm o potencial para se transferir essas fitoplâncton em águas ricas para baixo, para atrelado para os sistemas  bentônicos e pelágicos. As áreas afetadas por esses eventos apresentam maiores taxas de crescimento de suspensão alimentando as algas ascidiacea e bryozoans, provavelmente devido ao influxo periódico de fitoplâncton alto. A depressão periódica da termoclina e o downwelling associado também podem desempenhar um papel importante no transporte vertical de larvas planctônicas.

### Núcleos presos
Grandes ondas internas íngremes que contêm núcleos presos e oscilantes reversos também podem transportar parcelas de água para a costa. Essas ondas não-lineares com núcleos presos já foram observadas no laboratório e previstas teoricamente e previsto teoricamente. Estas ondas se propagam em ambientes caracterizados por alto cisalhamento e turbulência e provavelmente derivam sua energia a partir de ondas de depressão interagindo com um fundo de escorregamento mais a montante. As condições favoráveis para a geração de ondas também são susceptíveis de suspensão de sedimentos ao longo da parte inferior, bem como o plâncton e os nutrientes encontrados ao longo da zona bentônica em águas mais profundas.